# Dés

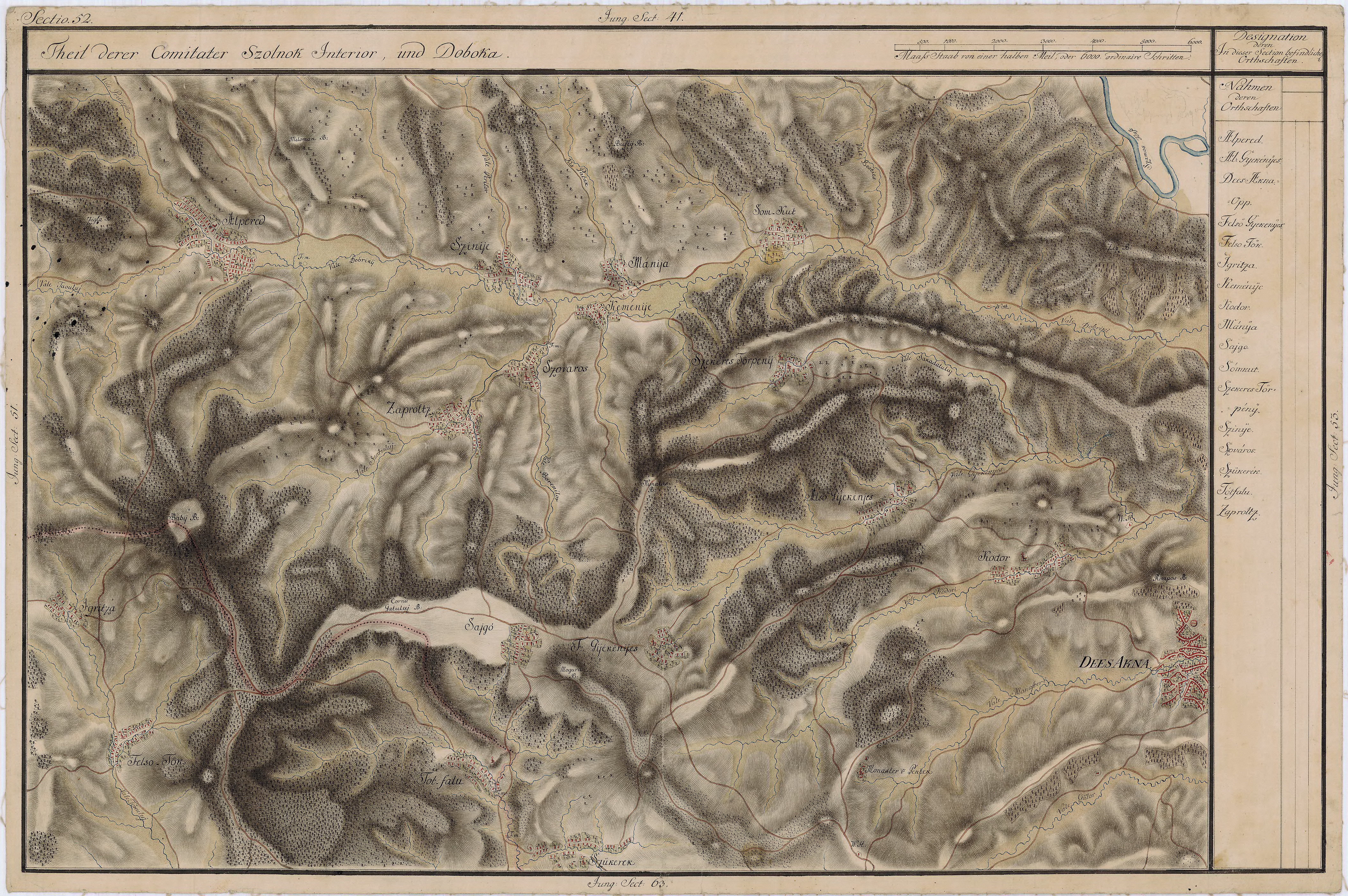
Désakna környéke (NY) 1769–1773 között

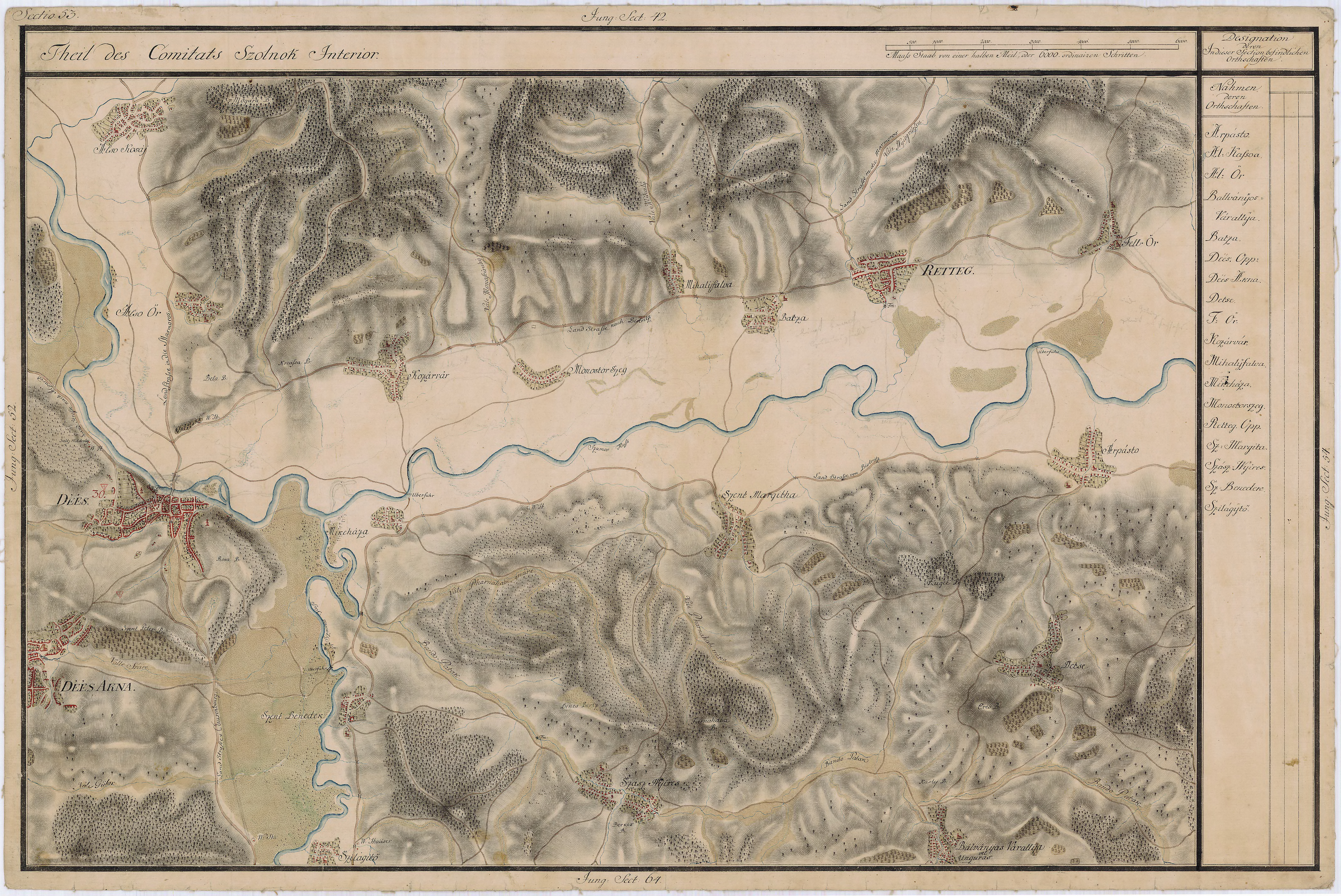
Dés környéke (K) 1769–1773 között

Dés (kiejtve: Dézs, románul Dej, németül Deesch, korábban Burglos) város (municípium) Romániában Kolozs megyében. Belső-Szolnok, majd 1876-tól Szolnok-Doboka vármegye székhelye. A középkorban sóbányászati központ, bányászváros.

## Fekvése
Kolozsvártól 57 km-re északkeletre a Kis- és Nagy-Szamos összefolyásánál fekszik. A város a Bakó, a Béla és a Rosza-dombokra települt.

## Nevének eredete
A hagyomány alapján őseink a város helyén pihentek meg és imádkoztak, miközben háromszor Deust kiáltottak.
1901-ben kiadott Szolnok-Dobokavármegye Monographiája alapján: "Ilyen személynevekből származó községek megyénkben: Deés, származik egy Derzs vagy Dezső árpádkori személynévből".

## Története
Dést 1214-ben, Dees néven említették először oklevélben mint sószállítóhelyet. 
1236-ban Deeswar, 1310-ben Deesvitta, 1351-ben Deés, Deéswár néven fordult elő. Német neve Burglos, latinul Dyonisiopolis volt.
Az 1214-ben még csak sószállítóhelyként említett Deés jelentősége csakhamar annyira megnőtt, hogy itt II. Endre király sókamarát is felállított élén egy kamaragrófsággal. Valószínűleg a II. András uralma alatt építették egykori várát is, a kolozsvári út melletti Rózsa-hegy tetejének északi részén. A vár 1236-ban már állt, mivel akkor Dést az oklevelek már Deesvár-nak írták.
II. Endre Deeswart a szolnoki ispánság alá rendelte és ezzel egy időben szabad királyi városi rangra emelte.
1236-ban IV. Béla király ezt a szabadalmat - mindjárt uralkodása kezdetén - megerősítette és egyben egyszer s mindenkorra kivette a szolnoki ispánok fennhatósága alól. Ettől kezdve a város minden ügyében saját választott bírák ítélkeztek.
A fenti kiváltságokért cserébe a désaknaiak által kivágott sót minden tavasszal kötelesek voltak a Szamoson leúsztatva a király révjébe szállítani, útjukon azonban mindenhol csak fele vámot voltak kötelesek fizetni.
Később ezekhez a szabadalmakhoz járult még IV. Béla fia V. István Désnek tett privilégiuma, amelyben elrendelte, hogy a désieket mint vámmenteseket személyükben és vagyonukban senki ne háborgassa és csak saját bíráik előtt legyenek perelhetők.
1261-ben még új szabadalommal is gyarapodtak a régiek, ennek értelmében az aknában télen vágott sót Szent György napig saját hasznukra - vízen és szárazon - szabadon szállíthatták és szabadon adhatták el.
1291-ben III. Endre király is megerősítette a régi szabadalmakat és ezen felül még minden szerdán tartandó vásárszabadalmat is adott a désieknek.
E középkori privilégiumok voltak Dés város fejlődésének biztos alapjai.
Az oligarchák alatt, a 13. század végétől Dés városa is - az Erdélyben ekkor leghatalmasabb főúr - László vajda hatalmába került, s a király Déstől járó javadalmait is ő foglalta el. Ez az állapot még Károly Róbert trónra kerülése után is tartott, a király összes ereje árán sem tudta Erdélyben László vajda hatalmát annyira megtörni, hogy a királyi javakat erővel visszahódítsa.
1310-ben végül kölcsönös szerződés alapján adta vissza a maga jószántából. Ettől kezdve Dés újra szabad királyi város lett, szabadalmait Károly Róbert is megerősítette, és alapítványt tett az itteni Szűz Máriáról nevezett Ágoston rendű szerzetesek részére is, e szerint „minden Désre sót szállító szekér után 2 kősót adatni rendelt”.
A 13. század végétől majd' negyed századon át tartó zavaros időket Dés városa is megszenvedte, lakói szétszéledtek, s jóformán elnéptelenedett.
1320-ban Károly Róbert a város újranépesítése érdekében szászokat telepített ide, majd a szabad királyi városok jogaival ruházta fel őket.
1437-ben mellette győzte le a felkelő parasztsereg az erdélyi vajda seregét. 
A fejedelmek kedvelt tartózkodási helye volt.
1616. november 20-án határában verte szét Bethlen Gábor serege az Erdélyre törő Gombos András hajdúhadát.
1661-ben a török felégette, ezután palánkkal és sánccal erősítették meg.
1686-ban és 1689-ben a császáriak rabolták ki, 1697-ben tűz pusztította. 
1703-ban és 1706-ban a labancok égették fel. 1717-ben a krími tatárok dúlták fel, ekkortájt szűnt meg a sóbányászat is. Ma sem a vár, sem a városfal nem látszik.
1848. november 22-én a császáriak itt verik meg Katona Miklós őrnagy seregét, majd december 23-án Bem egy császári hadosztályt, 1849. január 6-án itt ütközött meg Bem Wardener császári tábornokkal.
1910-ben 11 452 lakosából 7991 magyar, 2911 román és 445 német volt.
2002-ben 38 437 lakosából 32 938 román, 5333 magyar, 124 cigány anyanyelvűt regisztráltak.
2011-ben 33 497 lakosából 27 790 román, 3707 magyar, 52 roma, 30 egyéb anyanyelvű volt. 1918 fő nem nyilatkozott hovatartozásáról.

## Látnivalók
- A főtéren áll a 15. századi hatalmas gótikus református templom, amelyet egykor kő körfal övezett, tőle északra áll az egykori fejedelmi ház. A templom boltozata az 1510-es évekből való. 1711-ben újjáépítették, a karzat virágmintáit Umling Lőrinc festette, szószékét Sipos Dávid faragta 1752-ben. 1880 körül renoválták, ekkor bontották le régi erődfalát és új, szerényebb fallal vették körül. Tornya 72 m magas, négy fiatornyos.

## Híres emberek

### Itt született
- 1649-ben Pápai Páriz Ferenc tudós, orvos.
- 1713-ban Deáki Filep Sámuel református lelkész.
- 1801-ben Torma József történész, megyei királyi pénztárnok és országgyűlési képviselő.
- 1808-ban Mihályi Károly filozófus, pszichológus a Magyar Tudományos Akadémia levelező tagja.
- 1820-ban Czakó Zsigmond színész, drámaíró.
- 1851-ben Ilosvay Lajos  kémikus, egyetemi tanár, a Magyar Tudományos Akadémia alelnöke, továbbá országgyűlési képviselő és államtitkár
- 1856-ban Gerecze Péter régész, művészettörténész.
- 1877-ben Deésy Alfréd, színész, rendező.
- 1886-ban Diószeghy András pedagógus.
- 1895-ben Nyírő Gyula elmegyógyász.
- 1896-ban Abody Előd mérnök, műegyetemi tanár.
- 1900-ban Horváth Jenő zenész, dalszerző.
- 1906-ban Kiss-Eperjessy Anna vegyész, biokémiai szakíró.
- 1909-ben Sztojka László költő, író, újságíró.
- 1910-ben Modor Vidor gyógyszerész.
- 1910-ben Sinkovics István történész, egyetemi tanár. Az ELTE Bölcsészettudományi Kar egykori dékánja.
- 1911-ben Egyed Béla orvos, sebész, egyetemi tanár.
- 1912-ben Székely Zoltán, régész, muzeológus, a Székely Nemzeti Múzeum igazgatója.
- 1913-ban Jagamas János néprajzkutató.
- 1914-ben Vajda Endre költő, esszéista, kritikus, műfordító.
- 1927-ben Schveiger Ágnes mezőgazdasági szakíró, szerkesztő.
- 1928-ban Veith Júlia újságíró, szerkesztő, fordító.
- 1974-ben Vizauer Tibor biológus, biológiai szakíró.

## Testvérvárosai
- Tokaj, Magyarország
- Balassagyarmat, Magyarország